# Jean Lemieux
Jean Louis Lemieux (* 31. Mai 1952 in Noranda, Québec) ist ein ehemaliger kanadischer Eishockeyspieler, der im Verlauf seiner aktiven Karriere zwischen 1969 und 1979 unter anderem 207 Spiele für die Atlanta Flames und Washington Capitals in der National Hockey League (NHL) auf der Position des Verteidigers bestritten hat. Seinen größten Karriereerfolg feierte Lemieux jedoch in Diensten der Omaha Knights mit dem Gewinn des Adams Cup der Central Hockey League (CHL) im Jahr 1973. 

## Karriere
Lemieux verbrachte seine Juniorenkarriere zwischen 1969 und 1972 bei den Castors de Sherbrooke in der Ligue de hockey junior majeur du Québec (LHJMQ), die in der Saison 1969/70 den Spielbetrieb aufnahm. Während dieser drei Jahre bei den Castors absolvierte der Verteidiger 191 Partien für das Team und sammelte dabei 167 Scorerpunkte. Im NHL Amateur Draft 1972 wurde er schließlich in der dritten Runde an 34. Position von den Atlanta Flames aus der National Hockey League (NHL) ausgewählt.
Bevor es Lemieux jedoch in die NHL schaffte, verbrachte er seine erste Profisaison bei den Omaha Knights aus der Central Hockey League (CHL), mit denen er am Ende der Spielzeit 1972/73 den Adams Cup gewann. Anschließend gelang es dem Abwehrspieler im folgenden Spieljahr sich über die Nova Scotia Voyageurs aus der American Hockey League (AHL) dauerhaft für den NHL-Kader der Atlanta Flames zu empfehlen. Für die Flames lief der Franko-Kanadier bis zum Januar 1976 auf und verbuchte in der Saison 1974/75 mit 27 Scorerpunkten sein bestes Jahr in der Liga, ehe er gemeinsam mit Gerry Meehan und einem Erstrunden-Wahlrecht im NHL Amateur Draft 1976 zu den Washington Capitals transferiert wurde. Im Gegenzug wechselte Bill Clement nach Atlanta.
In Diensten der Washington Capitals verlor Lemieux seinen Stammplatz und bestritt über einen Zeitraum von zwei Spielzeiten lediglich 31 NHL-Partien. Zumeist kam er in der AHL zum Einsatz, wo er für die Springfield Indians und Hershey Bears auf dem Eis stand. Seine letzte Profisaison vor seinem Rückzug aus dem aktiven Sport bestritt der 26-Jährige im Spieljahr 1978/79 bei den Nova Scotia Voyageurs in der AHL.

## Erfolge und Auszeichnungen
- 1973 Adams-Cup-Gewinn mit den Omaha Knights

## Karrierestatistik
(Legende zur Spielerstatistik: Sp oder GP = absolvierte Spiele; T oder G = erzielte Tore; V oder A = erzielte Assists; Pkt oder Pts = erzielte Scorerpunkte; SM oder PIM = erhaltene Strafminuten; +/− = Plus/Minus-Bilanz; PP = erzielte Überzahltore; SH = erzielte Unterzahltore; GW = erzielte Siegtore; 1 Play-downs/Relegation; Kursiv: Statistik nicht vollständig)